# Евроюст
Евроюст — агентство Европейского союза, имеющее дело с судебными органами.
Евроюст состоит из прокуроров, судей или сотрудников полиции, обладающих аналогичными полномочиями, от каждого государства, входящего в ЕС. Его задача заключается в повышении эффективности национальных властей, когда они имеют дело с расследованиями и судебными разбирательствами в отношении трансграничной и организованной преступности.

## История
Евроюст был создан решением Европейского совета, объявленным 15-16 октября 1999 года в Тампере. Совет решил создать постоянный орган судебного сотрудничества в целях улучшения борьбы с серьёзными преступлениями.
14 декабря 2000 Совет Европейского союза официально создал временную организацию для судебного сотрудничества, имевшую название «Про-евроюст», которая стала предшественником Евроюста. Эта организация была «круглым столом» для прокуроров от всех государств ЕС, которые разрабатывали концепцию Евроюста. Про-евроюст начал работу 1 марта 2001 году, а Евроюст был создан в 2002.

## Задачи
Евроюст может осуществлять свою деятельность через отдельных национальных членов или целой организацией.
По решению Совета от 28 февраля 2002 года, агентство имеет следующие цели и задачи:
- Развивать координацию и сотрудничество между компетентными органами государств-членов в отношении расследований преступлений и судебному преследованию;
- Может просить государства начать расследование незаконных действий;
- Может просить государства-члены признать какое-либо государство лучше подготовленным к проведению расследования;
- Может просить государства-члены создать единую следственную команду, регулирующую действия государств;
- Содействует информированию компетентных органов государств-членов о ходе расследований для обеспечения их согласованной работы;
- Оказывает помощь Европолу, в том числе выдачей заключения по материалам, предоставленным Европолом;

Евроюст может заключать соглашения с правоохранительными органами в странах вне ЕС.

## Структура
Структура агентства:
- Функционированием и организацией агентства руководит коллегия, состоящая из прокуроров, судей или сотрудников полиции, обладающих аналогичными полномочиями, по одному человеку от каждого государства, входящего в ЕС. Коллегия утверждает проект бюджета и передает утверждённый вариант в Еврокомиссию;
- Коллегия избирает председателя. Срок его полномочий — 3 года с правом остаться на второй срок. Председатель руководит работой коллегии и ведет надзор за деятельностью административного директора. В марте каждого года председатель докладывает обо всех доходах и расходах Европарламенту и Счетной палате. В феврале 2010 Алед Уильямс (Aled Williams), представитель от Великобритании, был избран председателем;
- Административный директор может быть выбран коллегией только единогласно. Один человек может занимать эту должность 2 срока, по пять лет каждый. Директор может быть уволен, если две трети голосов коллегии будут поданы за его отставку. Обязанность административного директора — текущее управление Евроюстом, а также управление персоналом. Ежегодно административный директор разрабатывает проект бюджета, предоставляемый затем в коллегию. Работа по выполнению бюджета тоже лежит на административном директоре. За её выполнение он ежегодно отчитывается перед коллегией;

## Будущее
В 2007 году Еврокомиссия предложила увеличить полномочия Евроюста. Эти предложения включали согласование полномочий национальных представителей, которые на настоящий момент варьируются, с созданием минимального набора полномочий. Члены будут иметь автоматический доступ к национальным базам данных о террористических атаках, преступниках, их ДНК и т. д. В 2009 году было объявлено, что Ватикан присоединится к Евроюсту.
Трансграничная преступность в 2007 году выросла на 29 % по сравнению с 2006. Это убеждает государства теснее сотрудничать с Евроюстом. Евроюст видится офисом для будущего Европейского общественного прокурора, чье создание предусмотрено Лиссабонским договором.